# Emmesomyia maculithorax
Emmesomyia maculithorax är en tvåvingeart som först beskrevs av Stein 1913.  Emmesomyia maculithorax ingår i släktet Emmesomyia och familjen blomsterflugor.
Artens utbredningsområde är Tanzania. Inga underarter finns listade i Catalogue of Life.